# Ярыгино (Великоустюгский район)
Ярыгино — деревня в Великоустюгском районе Вологодской области.
Входит в состав Покровского сельского поселения, с точки зрения административно-территориального деления — в Покровский сельсовет.
Расстояние по автодороге до районного центра Великого Устюга — 17 км, до центра муниципального образования Ильинского — 13 км. Ближайшие населённые пункты — Изонинская, Родионовица, Михайловская, Подволочье.
По данным переписи в 2002 году постоянного населения не было.